# 馬鑑 (光緒進士)
馬鑑，廣西省桂林府臨桂縣人，清朝政治人物。同進士出身。
光緒二年（1876年），參加丙子恩科會試，得貢士第274名。殿試登進士3甲第108名。同年五月（6月3日），經吏部掣簽，授即用知縣。